# Медведев, Василий Денисович
Василий Денисович Медведев (январь 1892, д. Тамбор, Тисульская волость, Кузнецкий уезд, Томская губерния, Российская империя — после 1972, Красноярск?, СССР) — первый директор Красноярского педагогического института. С июня 1932 по октябрь 1932 гг. — временно исполнял обязанности директора сначала Красноярского агропединститута, а затем Красноярского педагогического института. Справка: 1 сентября 1932 года Наркомат просвещения РСФСР переименовал Красноярский агропединститут в Красноярский педагогический институт.

## Биография
Родился в январе 1892 года в д. Тамбор Тисульской волости Томской губернии. Его отец, рабочий-забойщик, погиб во время драки ещё до рождения сына, поэтому мальчика воспитывала одна мать, Медведева Ольга Гавриловна. В девятилетнем возрасте он поступил учиться в Тисульское реальное училище, где проявились его выдающиеся способности к учению. С 1908 года подрабатывал уроками. Сначала два полных учебных года преподавал школьную грамоту детям в д. Дворникова Тяжинской волости Томской губернии, а затем в течение года — в д. Берчикуль Тисульской волости. 
В 1911 году стал учителем народной школы в д. Полтавка. 
В 1912—1915 годах обучался Томском учительском институте, по окончании которого преподавал в высшем начальном училище г. Каркаралинска (Казахстан), а затем Мариинска Томской губернии.
В мае 1917 года преподаватель Мариинского высшего начального училища В. Д. Медведев вступил в партию эсеров, но в августе 1917 года покинул её ряды, поступил в Томский университет, однако закончить его в условиях революции не смог. После революции В. Д. Медведев, выходец из бедной крестьянской семьи, стремительно поднимается по карьерной лестнице.
В 1920 году вступил в партию большевиков.
В 1920—1925 годах работал заведующим учебно-политическим отделом (учполитом) Томской железной дороги, заведующим отделом культуры дорожного профессионального союза железной дороги (допрофсожа), начальником отдела просвещения Томской железной дороги. В эти же годы он являлся депутатом Томского городского Совета депутатов трудящихся.
В 1925—1928 годах руководил отделом просвещения Томской железной дороги.
В 1928—1930 годах — старший инспектор Красноярского окружного отдела народного образования.
С 1930 по 1934 годы его избирали депутатом Красноярского городского Совета депутатов трудящихся.
В августе 1930 года он был назначен директором Красноярского агропедтехникума, а в июне 1932 года — временно исполняющим обязанности Красноярского агропединститута, с 1 сентября 1932 года переименованного в Красноярский педагогический институт. 
5 октября 1932 года он сдал полномочия директора института С. А. Попову, став его заместителем, и через некоторое время был назначен директором Государственного музея Приенисейского края.
14 марта 1935 года Оргбюро ЦК ВКП(б) по Красноярскому краю исключило В. Д. Медведева из членов партии за превращение краеведческого музея в рассадник контрреволюционной пропаганды.
17 октября 1935 года и 20 февраля 1940 года КПК при ЦК ВКП(б) подтвердил данное решение.
В апреле 1935 года В. Д. Медведев, к этому времени уже работавший литературным сотрудником Красноярского телеграфного агентства, был арестован, а в октябре того же года осужден на три года исправительно-трудовых работ.
В 1939 году В. Д. Медведев был освобождён из Мариинского Сиблага и уехал к себе на родину — в Тисульский район, где занялся преподавательской деятельностью. Во время ареста он утратил свои документы, в том числе и диплом об окончании Томского учительского института. Поэтому В. Д. Медведев поступил учиться на заочное отделение Красноярского государственного педагогического института, который когда-то возглавлял. 
В августе 1943 года он получил диплом об окончании Красноярского государственного педагогического института.
В 1945—1959 годах В. Д. Медведев преподавал русский язык и литературу в школах г. Красноярска.
1 июня 1957 года президиум Красноярского краевого суда отменил постановление Особого совещания при НКВД СССР от 10 октября 1935 года, и дело в отношении В. Д. Медведева прекратил за недоказанностью предъявленного ему обвинения.
15 января 1958 года В. Д. Медведев по личному заявлению был восстановлен членом партии бюро Красноярского крайкома КПСС.
В ноябре 1972 года студентка историко-филологического факультета Красноярского государственного педагогического института Т. Шмонова взяла интервью у 79-летнего В. Д. Медведева. Тогда он проживал в Красноярске. Дата его смерти не известна.